# Mormodes luxata
Mormodes luxata là một loài phong lan đặc hữu của tây nam México.